# Slovakiens flagga
Slovakiens flagga är en trikolor i de panslaviska färgerna rött, vitt och blått, belagd med Slovakiens statsvapen. Flaggan antogs den 3 september 1992 och hissades för första gången samma dag utanför slottet i Bratislava. Proportionerna är 2:3.

## Historik
Den första slovakiska flaggan skapades revolutionsåret 1848 i samband med frihetssträvandena från Österrike-Ungern. Flaggan var till en början endast vit och röd, men fick relativt snabbt ett blått fält, och anslöt därmed till de panslaviska färgerna från den ryska flaggan. Den användes inofficiellt fram till bildandet av Tjeckoslovakien 1918, då Slovakien representerades av den blå triangeln i den nya statsbildningens flagga från den 30 mars 1920. Trikoloren användes även i den nazistiska lydstaten Slovakien som bildades 1939 efter den tyska inmarschen i Tjeckoslovakien.
Efter sammetsrevolutionen 1989 återinfördes trikoloren, utan statsvapnet, som officiell flagga för den slovakiska delrepubliken genom ett beslut den 1 mars 1990 av nationalförsamlingen. I samband med att det oberoende Slovakien skapades efter Tjeckoslovakiens upplösning den 1 januari 1993 infördes statsvapnet i flaggan, för att skilja den från Rysslands flagga. Flaggans utformning fastställdes i lag den 18 februari 1993, enligt vilken statsvapnets höjd ska vara hälften av flaggans höjd. Den tunna vita skiljerand som avgränsar vapnet från fälten ska vara en hundradel av flaggans längd.

## Regionernas flaggor
Var och en av Slovakiens åtta regioner har en egen flagga.

Banská Bystrica
Bratislava
Košice
Nitra
Prešov
Trenčín
Trnava
Žilina